# جورج إتش وليامز
جورج إتش وليامز (بالإنجليزية: George H. Williams)‏ هو مدير أكاديمي وأستاذ جامعي أمريكي، ولد في 12 فبراير 1918 في هيمبستيد في الولايات المتحدة، وتوفي في 18 مايو 2003 في إيفانستون في الولايات المتحدة.